# Juan Ángel Esparza
Juan Ángel Esparza (Montemorelos, Nuevo León; 6 de maio de 1973) é um ator mexicano.

## Carreira
Estreou na TV em 1992 como ator na telenovela Las secretas intenciones ao lado de Cristian Castro, Yolanda Andrade e Helena Rojo. Em 1997 atuou na novela Salud, dinero y amor ao lado de Itatí Cantoral e Eduardo Santamarina. Em 1999, Juan participa do filme La segunda noche produção dirigido por Alejandro Gamboa interpretando o personagem Maurício. Em meados de 2001, Juan atua no filme do El Gavilán de Las Sierra interpretando o personagem Gabriel, conquistando o prêmio no Festival de Cinema de Mar de Plata. No ano seguinte participou do filme El Tigre de Santa Julia. Dos tempos pra cá seus papéis foram de grande destaque, entre eles: Mar de amor, Cuando me enamoro, Rafaela e Por ella soy Eva, todos entre 2009 e 2012. Juan participou em várias séries entre eles estão: Mujer, casos de la vida real e Central de Abasto. 
Em 2013, Juan participa da produção de Nathalie Lartilleux, na novela Corazón indomable, interpretando o peão José Antonio, ao lado de Ana Brenda Contreras e Daniel Arenas. Em 2014 retorna a Tv em La gata, interpretando o padre Rivas, ao lado de Maite Perroni e mais uma vez ao lado de Daniel Arenas. Atualmente Juan está na telenovela Lo imperdonable, produção de Salvador Mejía Alejandre interpretando mais uma vez ao lado de Ana Brenda Contreras.

## Filmografia

### Telenovelas
- Sin senos sí hay paraíso (2017-2019) .... Villa
- Mi adorable maldición (2017)... Jerónimo Ríos
- Mujeres de negro (2016)... Víctor Martínez/Víctor Palazuelos
- Lo Imperdonable (2015) ... Manuel Sanchez Álvarez
- La gata (2014) .... Padre Rivas
- Corazón indomable (2013) .... José Antonio García
- Por ella soy Eva (2012) .... Rodrigo Valenzuela
- Rafaela (2011) .... Carlos Luis Fernández
- Cuando me enamoro (2010) .... Isidro del Valle (jovem)
- Mar de amor (2009-2010) .... Osvaldo Ascanio
- Verano de amor (2009) .... Luis Armendariz
- Cuidado con el ángel (2009) .... Reynaldo Iturbe
- Peregrina (2006) .... Francisco
- Inocente de ti (2005) .... Daniel Hernández
- Apuesta por un amor (2004) .... Samuel Cruz
- Las vías del amor (2002) .... Carlos Velázquez
- Amigas y rivales (2001) .... Francisco
- Tres mujeres (1999) .... Rodrigo Balmori
- Rencor apasionado (1998) .... Julio Rangel Rivera
- Salud, dinero y amor (1997) .... Eugenio
- Las secretas intenciones (1992) .... Guillermo

### Cinema
- El comienzo del fin (2008) .... Él
- En la luz del sol brillante (2008)
- Quemar las Naves (2007) .... Escola Handyman
- El amor es un breve instante de esplendor, qué ocurre entre el anhelo y la ausencia (2007)
- Vecinos (2006) .... Vizinho
- Bienvenido paisano (2006) .... Manuel
- Sexo, amor y otras perversiones (2006) .... Carlos
- La última noche (2005) .... Paciente
- Te apuesto y te gano (2004)
- Cero y van 4 (2004) .... Chalo ("El Torzón")
- El mago (2004) .... Carlos
- El tigre de Santa Julia (2002) ... Zepeda
- El Gavilán de Las Sierra (2001) .... Gabriel Nevarez
- La segunda noche (2001) .... Mauricio
- La mirada de la ausencia (1999)
- Una boda (1999) .... Simón

### Séries de TV
- Como dice el dicho (2015) .... Gustavo / Axel / Juan
- Kipatla (2013- 2014) .... Professor Jacinto
- Bienes Raíces (2010) .... Arthur
- Tiempo Final (2009) .... Agente
- Central de Abasto (2009)
- Mujer, casos de la vida real (2006)